# Budowlani Łódź Sportowa 2013-2014
Questa voce raccoglie le informazioni riguardanti il Budowlani Łódź Sportowa nelle competizioni ufficiali della stagione 2013-2014.

## Organigramma societario
Area direttiva
- Presidente: Marcin Chudzik

Area tecnica
- Allenatore: Adam Grabowski

## Rosa
| N° | Nome                  | Ruolo | Data di nascita   | Nazionalità |
| -- | --------------------- | ----- | ----------------- | ----------- |
| 1  | Magdalena Szryniawska | P     | 17 novembre 1969  | Polonia     |
| 2  | Tabitha Love          | S/O   | 11 settembre 1991 | Canada      |
| 3  | Anita Chojnacka       | S/O   | 5 marzo 1985      | Polonia     |
| 5  | Dorota Ściurka        | S     | 7 gennaio 1981    | Polonia     |
| 7  | Natalia Nuszel        | S     | 23 febbraio 1989  | Polonia     |
| 9  | Ol'ha Trač            | C     | 15 novembre 1988  | Ucraina     |
| 10 | Ewa Winnicka          | P     | 8 novembre 1978   | Polonia     |
| 11 | Sylwia Pycia          | C     | 20 aprile 1981    | Polonia     |
| 12 | Martyna Grajber       | S     | 28 marzo 1995     | Polonia     |
| 13 | Noris Cabrera         | S     | 25 ottobre 1986   | Cuba        |
| 16 | Agata Durajczyk       | L     | 19 agosto 1989    | Polonia     |
| 18 | Aleksandra Sikorska   | S     | 28 aprile 1993    | Polonia     |